# 복음과 상황
복음과상황(약칭:복상)은 복음주의 성격의 개신교월간지이다. 1991년 1월 창간되었다. 한때 재정문제로 폐간위기를 맞기도 했지만, 2024년 3월호(통권 400호)를 발행할 정도로 꾸준히 유지되고 있다. 발행인은 김병년 목사이며, 편집장은 이범진 씨이다. 복음으로 역사와 사회를 조명하는 것을 목적으로 잡지를 발행하고 있다. 시대의 문제들을 파악해 이를 복음의 빛으로 해석하는 것을 모토로 하고 있다. 현재 인터넷판 기사 일부를 복음과상황 홈페이지에서 읽을 수 있다. 창간 멤버이자 전 발행인이었던 김회권 목사(숭실대 기독교학과)는 2013년 성서한국 대회 주강사로 나서 해당 잡지(복음과 상황)를 김교신 발행 성서조선의 맥을 잇는 잡지라고 소개한 바 있다.

## 기사 주제
복음과 상황이 다루고 있는 기사는 다음과 같다. (복음과 상황 2017년 8월호 기준)
- 사람과상황
- 정치
- 연중기획: 가톨릭 개신교 대화
- 공동체
- 사회
- 성서
- 올곧게 읽는 성경
- 성서적 가치관
- 종교학
- 시네마 플러스
- 교육
- 기독교 단행본 서평